# Kacem El Ghazzali
Kacem El Ghazzali (Berbers: ⵇⴰⵙⵎ ⵍⵖⴰⵣⴰⵍⵉ, Arabisch: قاسم الغزالي), (Sidi Kacem, 24 juni 1990), is een Marokkaans-Zwitserse secularistische schrijver en ex-moslim-activist en een van de eerste Marokkanen die openlijk heeft verklaard atheïst te zijn. Kacem spreekt Engels, Duits, Frans, Arabisch en Berbers. Hij is bekend van zijn publiek uitgesproken atheïsme en zijn artikelen benadrukken het belang van vrijheid van gedachte, die naar zijn mening ontbreekt in landen die worden gedomineerd door de islam. Zijn artikelen zijn gepubliceerd door de Richard Dawkins Foundation for Reason and Science, de Huffington Post, de Neue Zürcher Zeitung, de Frankfurter Allgemeine Zeitung, de Basler Zeitung en anderen.
In 2017 verkreeg El Ghazzali de Zwitserse nationaliteit en werd verkozen tot een van de 12 invloedrijkste Zwitserse intellectuelen van het jaar door de Basler Zeitung.

## Biografie
Kacem El Ghazzali komt uit een soefistisch Berbers gezin. Zijn grootvader bouwde een moskee in zijn dorp, zijn vader, een tandards, wilde zijn zoon opleiden tot imam. Hoewel het soefisme een mystieke en ondogmatische islam predikt, ervoer Kacem de religie waarmee hij opgevoed werd als beperkend en overheersend.

### Activisme
El Ghazzali was de auteur van de blog Bahmut, een van de meest controversiële blogs in de Arabische wereld, en heeft een reeks doodsbedreigingen gekregen vanwege zijn opvattingen. Zijn blog bespreekt zaken die variëren van de vrijheid van expressie tot de politieke islam.
Hij was voorzitter van de jeugdafdeling van het Marokkaans Centrum voor Mensenrechten en is medeoprichter en bestuurslid van de Marokkaanse Bloggersvereniging en CyberDissidents.org.
El Ghazzali was een van de weinige atheïstische activisten in Marokko en is een voorstander van religieuze en seksuele vrijheid. Toen hij in 2010 publiekelijk uitkwam voor zijn atheïsme, veroorzaakte dat heftig negatieve reacties in de Marokkaanse samenleving en resulteerde in publieke protesten en talloze doodsbedreigingen aan zijn adres. Hij woont sinds 2011 als vluchteling in Zwitserland, waar hij in 2017 de Zwitserse nationaliteit verkreeg. Hij is regelmatig verschenen in internationale media, waaronder op televisie.
In 2012 lanceerde hij het initiatief "Masayminch" (letterlijk: "Wij vasten niet" in het Darija), dat Marokkanen die niet meedoen aan de ramadan om in het openbaar te eten. Het is Marokkanen die in niet-Joodse families zijn geboren bij wet verboden om in het openbaar te drinken, eten of roken tijdens de ramadan. In hetzelfde jaar richtte El Ghazzali de Vereniging van Ex-Moslims van Zwitserland op, die in december 2012 succesvol publieke druk uitoefende om de fundamentalistische Saoedische imam Mohamad al-Arefe de toegang tot Zwitserland te ontzeggen om er te preken.
Zijn roman Casablanca Geneva flight number: 8J540 (2013) is genoemd naar zijn 'vliegtuigvlucht naar de vrijheid' die hem in 2011 van Marokko naar Zwitserland bracht.
El Ghazzali was een spreker op de 47e sessie van het St. Gallen Symposium op 3–5 mei 2017 een van de zorgvuldig geselecteerde leden van de Symposium Leaders of Tomorrow - Knowledge Pool.

### Werk bij de VN-Mensenrechtenraad

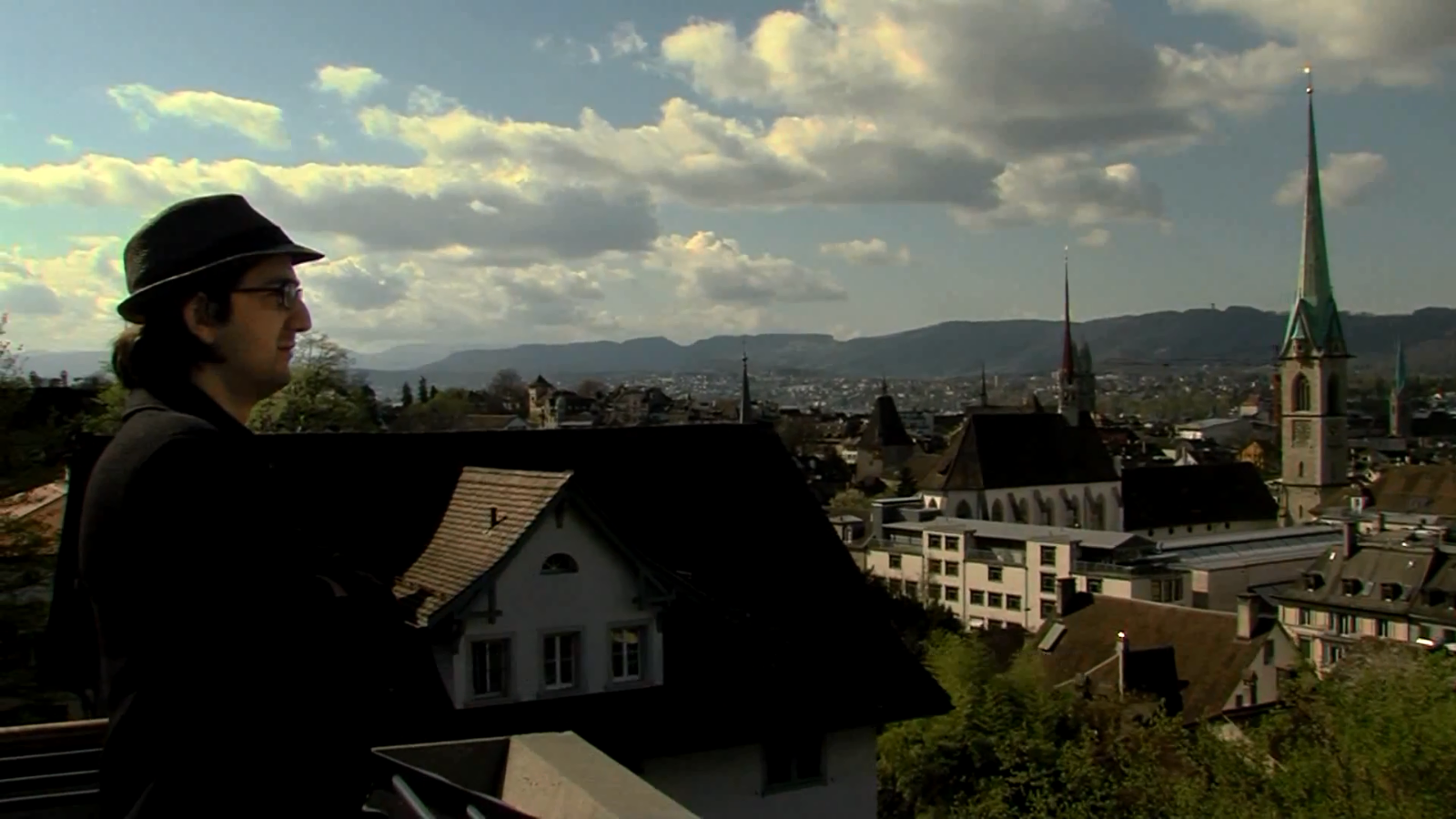
El Ghazzali kijkt uit over Zürich (2014)

Sinds 2012 is El Ghazzali vertegenwoordiger geweest van de International Humanist and Ethical Union bij de Mensenrechtenraad van de Verenigde Naties in Genève, waar hij Saoedi-Arabië bekritiseerde voor het vervolgen van vrijdenkers en liberalen zoals de dichter Hamza Kashgari en de blogger Raif Badawi. El Ghazali stelde ook aan de kaak hoe zijn land van herkomst Marokko op grondwettige wijze atheïsten de mond snoert.
Tijdens de 25e Sessie van de Mensenrechtenraad bekritiseerde El Ghazzali het feit dat verschillende staten, waarin veroordeelde ‘blasfemisten’ momenteel in de cel zitten, ook momenteel lid zijn van de Mensenrechtenraad.
Aan het begin van de 37e sessie van de Mensenrechtenraad haalde de Iraanse Minister van Justitie Minister Alireza Avayi uit naar “zelfverklaarde verdedigers van de mensenrechten die, door met hun vingers te wijzen, onterecht en uitgebreid anderen beschuldigen van mensenrechtenschendingen” bij de Verenigde Naties. Tijdens zijn interruptie bekritiseerde El Ghazzali het feit dat Iran het verbiedt dat meisjes en vrouwen bepaalde sportevenementen bijwonen en hen dwingt om een hoofddoek te dragen. Terwijl hij de Raad aansprak, zei El Ghazzali ook dat "Hoe Iran met mensenrechten omgaat een schande is voor ons allemaal."

### Raif Badawi Foundation
In september 2015 kondigde Ensaf Haidar de oprichting van de Raif Badawi Foundation aan, genoemd naar haar echtgenoot die nu een gevangenisstraf van tien jaar uitzit en tevens veroordeeld is tot 1000 zweepslagen voor zijn religieuze en politieke dissidentie. El Ghazzali werd uitgekozen tot lid van de internationale adviesraad (als co-directeur) van de Raif Badawi Foundation for Freedom.

## Werken
- Casablanca Geneva flight number:  8J540 (roman in het Arabisch), 2013.[22]